# 5-й Дом Советов
5-й Дом Советов, ранее доходный дом А. Д. Шереметева — памятник архитектуры и истории в Москве. Комплекс жилых домов в стиле эклектики, сооружённый как доходный дом, после Октябрьской революции стал использоваться для проживания высших государственных деятелей, военачальников, учёных советского государства. Адрес: Романов переулок, дом 3, строения 1, 6, 7.

## История
Доходные дома сооружены архитектором А. Ф. Мейснером в 1895—1898 годах по заказу графа А. Д. Шереметева на территории его владений. Дом считался престижным, среди его жильцов были артисты Большого театра, музыканты Московской консерватории, именитые врачи и юристы. Одним из жильцов был будущий академик С. С. Намёткин.
После национализации с 1920-х гг. в доме стали давать квартиры ведущим партийным деятелям и военачальникам. Среди жильцов были А. Г. Белобородов (в его квартире недолгое время, после исключения из партии, жил Л. Д. Троцкий), В. М. Молотов, Л. М. Каганович, А. А. Жданов, А. Я. Вышинский, Н. С. Хрущёв, Г. М. Маленков, А. С. Щербаков, А. Н. Косыгин, Г. Я. Сокольников, С. В. Косиор,  Г. Л. Пятаков, военачальники М. В. Фрунзе, С. М. Будённый, К. Е. Ворошилов, Г. К. Жуков, И. С. Конев, В. И. Чуйков, С. К. Тимошенко, К. К. Рокоссовский, Р. Я. Малиновский, академики В. П. Бармин, Н. А. Вознесенский, Е. М. Ярославский. Многие из жильцов 1920—1930-х гг. вселялись в дом во время опалы (особо приближенные проживали в Кремле). На доме размещено множество мемориальных досок в честь знаменитых жильцов. Во время сталинских репрессий было приговорено к расстрелу в общей сложности 26 человек из числа жильцов дома.
Дом продолжает оставаться жилым. В нём, в частности, проживает художник Александр Шилов. Многие квартиры принадлежат иностранным бизнесменам.
По состоянию на 2014 год, дом является выявленным объектом культурного наследия, идёт процесс присвоения статуса объекта культурного наследия регионального значения.

## Архитектурные особенности
Дома четырёхэтажные (не считая мансардного этажа), на высоком цоколе. Строения с трёх сторон охватывают парадный двор, в котором сохранился чугунный фонтан. Двор отделён от проезжей части переулка исторической оградой с воротами. Боковые строения не симметричны относительно двора, левый корпус (строение 1) вытянут вдоль переулка, тогда как правый (строение 7) узкий. В отделке комплекса использованы мотивы французского барокко, Ренессанса, использованы и другие эклектические элементы. На небольшом фронтоне над центральным подъездом в советское время был добавлен герб СССР.